# الروضة (الفيوم)
قرية الروضة هي إحدى القرى التابعة لمركز طامية في محافظة الفيوم في جمهورية مصر العربية. حسب إحصاءات سنة 2006، بلغ إجمالي السكان في الروضة 23278 نسمة، منهم 12095 رجل و11183 امرأة.